# Jonida Maliqi
Jonida Maliqi (ur. 26 marca 1983 w Tiranie) – albańska piosenkarka i prezenterka telewizyjna, zwyciężczyni 57. edycji Festivali i Këngës (2018), reprezentantka Albanii w 64. Konkursu Piosenki Eurowizji (2019).

## Życiorys
Debiutowała na scenie, mając dziewięć lat. W 1995 wystąpiła na ogólnokrajowym Festivali i Këngës, śpiewając piosenkę „Planeti i fëmijëve” w duecie z Aleksandrem Rrapim. W 1997 ponownie wystąpiła na festiwalu, tym razem z utworem „Flas me ëngjëllin tim” wykonanym w duecie z Kastriotem Tushą. Dwa lata później wystąpiła na festiwalu z piosenką „Do jetoj pa ty”, z którym zajęła drugie miejsce. W 2004 zajęła trzecie miejsce na festiwalu z utworem „Frikem se më pëlqen”.
W 2005 wydała debiutancki album studyjny pt. Nuk te pres. W 2006 ponownie wystartowała w Festivali i Këngës, zajęła szóste miejsce z piosenką „Pa identitet”. Rok później zajęła czwarte miejsce z utworem „S’ka fajtor në dashuri” na Festivali i Këngës 2008. W 2008 z piosenką „Njëri nga ata” zajęła pierwsze miejsce na festiwalu Kënga Magjike. W 2010 poprowadziła 49. edycję Festivali i Këngës. Zagrała Julię w albańskiej inscenizacji musicalu Romeo i Julia. W 2008 zajęła szóste miejsce w pierwszej albańskiej edycji Big Brothera. W 2013 prowadziła czwartą albańską edycję programu Dancing with the Stars. W 2016 była trenerką w piątym sezonie The Voice of Albania.
22 grudnia 2018 z piosenką „Ktheju tokës” wygrała w finale 57. Festivali i Këngës, dzięki czemu została reprezentantką Albanii w 64. Konkursu Piosenki Eurowizji organizowanym w Tel Awiwie. 16 maja wystąpiła w drugim półfinale konkursu i z dziewiątego miejsca zakwalifikowała się do rozgrywanego dwa dni później finału, w którym zajęła 17. miejsce.

## Dyskografia

### Albumy studyjne
- Nuk te pres (2005)